# Piła (rejon stryjski)
Piła (ukr. Пила) – wieś na Ukrainie w rejonie stryjskim obwodu lwowskiego.

## Historia
Pod koniec XIX w. część wsi Stańków w powiecie stryjskim.